# Dörnick
Dörnick er en by og kommune i det nordlige Tyskland, beliggende i Amt Großer Plöner See under Kreis Plön. Kreis Plön ligger i den østlige/centrale del af delstaten Slesvig-Holsten.

## Geografi
Dörnick er beliggende ved Bundesstraße 430 cirka 3 km vest for Plön. Kommunen grænser til floden Schwentine og Karper Beek.